# خالد تادمين
خالد تادمين (بالهولندية: Khalid Tadmine)‏ (7 فبراير 1995 بأمستردام في هولندا - ) هو لاعب كرة قدم هولندي في مركز الهجوم. لعب مع المير سيتي.

## روابط خارجية
- خالد تادمين على موقع قاعدة بيانات كرة القدم.إي يو (الإنجليزية)
- خالد تادمين على موقع Soccerway.com (الإنجليزية)
- خالد تادمين على موقع عالم كرة القدم.نت (الإنجليزية)